# Therese Vogl
Therese (Thoma) Vogl (Tutzing, Baviera, 12 de novembre de 1845 - Múnic, 29 de setembre de 1921) fou una soprano operística alemanya, la primera Wellgunde de Das Rheingold i la primera Sieglinde de Die Walküre, òperes de Richard Wagner.

## Biografia
Therese Thoma, el seu cognom de soltera, va néixer a Tutzing, on també va passar els darrers anys de la seva vida. El 1868 es va casar amb el tenor dramàtic Heinrich Vogl i, en endavant, van aparèixer junts en escena en nombroses ocasions. Va morir a Múnic el 1921, després d'haver sobreviscut al seu marit durant més de 20 anys. Van ser enterrats junts a Tutzing.

## Carrera
Vogl va estudiar al Conservatori de Múnic i va fer el seu debut operístic al Hoftheater de Karlsruhe el 1865. L'any següent va debutar a Múnic, en el paper de Casilda en la representació de La part du diable de Daniel Auber. Va interpretar el paper de Sieglinde a Die Walküre de Richard Wagner al Teatre d'Òpera de la Cort de Múnic el 26 de juny de 1870, amb el seu marit Heinrich fent el paper de Siegmund al seu costat. També va assumir el paper de Wellgunde a Das Rheingold de Wagner a Múnic el 22 de setembre de 1869, una actuació en què el seu marit va fer el paper de Loge.
Va cantar la primera Brünnhilde de l'òpera Siegfried de Wagner a Múnic el 10 de juny de 1878, amb el seu marit fent el paper principal.
Therese i Heinrich Vogl van ser dels primers cantants a interpretar el papers principals de l'òpera Tristan und Isolde de Wagner, sent molt ben considerada la seva interpretació d'aquests papers. Therese també va ser la primera cantant a interpretar el paper de Brünnhilde al Regne Unit, en una representació de Der Ring des Nibelungen al Her Majesty's Theatre de Londres, amb la direcció d'Anton Seidl i el seu marit cantant Loge i Siegfried.
Sobre aquestes actuacions del Ring de Londres, l'influent crític Herman Klein va descriure la veu de Therese com la d'una soprano dramàtica lleugera, similar a la de Christine Nilsson, amb un registre de cap molt clar i un fraseig i una dicció elegants. Klein també va descriure la seva escena final com a Brünnhilde de Götterdämmerung com a "emocionant". Segons Klein, va ser una de les millors artistes del primer grup de sopranos dramàtiques wagnerianes, però les possibilitats tant d'ella com del seu marit d'aparèixer al Festival de Bayreuth es van esvair després de barallar-se amb la família Wagner.
Therese es va retirar de l'escena operística el 1892, en mostrar la seva veu alguns signes de deteriorament. La seva darrera actuació va ser la del paper d'Isolda, a Múnic.